# 刘集镇 (固镇县)
刘集镇，是中华人民共和国安徽省蚌埠市固镇县下辖的一个乡镇级行政单位。

## 行政区划
刘集镇下辖以下地区：
刘集社区、九湾社区、杨湖村、沟拐村、倪桥村、南邹村、刘圩村、张蔡村、董庙村、王李村、邵桥村、渡口村、杨圩村、高皇村、张凌村、西湾村、顾庄村、东楼村、夹河村、梁桥村、新圩村、田圩村、柳赵村和水上村。